# Schlachten des Russisch-Osmanischen Krieges (1877–1878)
Abfolge der Schlachten im Russisch-Osmanischen Krieg (1877–1878)

## Liste der Schlachten
Abkürzung : (R) – Russischer Sieg, (O) – Osmanischer Sieg

### 1877
- 26. Juni – Schlacht von Swischtow; Russen überqueren die Donau (R)
- 12. Juli – Schlacht von Elena I. Russen besetzen einen Pass über das Balkangebirge (R)
- 16. Juli – Schlacht von Nikopol; Russen marschieren weiter Richtung Süden (R)
- 17. Juli – Schlacht am Schipkapaß I.; Russen besetzen den Schipkapaß (R)
- 20. Juli – Belagerung von Plewen beginnt, Osmanen binden große russische Kräfte.
- 20. Juli – Erste Schlacht um Plewen, Osmanen wehren den russischen Angriff ab (O)
- 30./31. Juli – Zweite Schlacht um Plewen, Osmanen wehren den russischen Angriff ab (O)
- 21. August – Schlacht am Schipkapaß II., Russen wehren den osmanischen Angriff ab (R)
- 25. August – Schlacht von Kizil-Tepe; russischer Belagerungsversuch von Kars, wurde abgewehrt (O)
- 3. September – Schlacht von Lowetsch; Russen unterbinden die osmanischen Versorgungslinien (R)
- 11./12. September – Dritte Schlacht um Plewen, Osmanen wehren den russischen Angriff ab (O)
- 17. September – Schlacht am Schipkapaß III., Russen wehren den osmanischen Angriff ab  (R)
- 2./4. Oktober – Schlacht von Yahni; Russen machen einige Geländegewinne, die sie aber nicht halten können (O)
- 12./15. Oktober – Schlacht von Aladja Dag; Osmanische Armee unter Hadji Resit Pasha kapituliert (R)
- 24. Oktober – Schlacht von Gorni-Dubnik; Russen erobern osmanischen Stellung in der Nähe von Pleven (R)
- 4. November – Schlacht von Deve Boyun; russischer General Heimann gewinnt eine weitere Schlacht (R)
- 8./9. November – Schlacht von Erzurum; Russen versuchen vergeblich  Erzurum einzunehmen. (O)
- 17. November – Schlacht von Kars; Russen besetzen eine osmanische Festung im Kaukasus (R)
- 4. Dezember – Schlacht von Elena II. (O)
- 10. Dezember – Plewna ergibt sich den Russen (R)
- 14. Dezember – Schlacht von Elena III (R)
- 31. Dezember – Schlacht von Taschkesen, Russischer Durchbruch nach Sofia (R)

### 1878
- 5./9. Januar – Schlacht am Schipkapass IV.; General Gurko besiegt die Osmanen am Schipkapass (R)
- 5. Januar – Schlacht bei Scheinowo (R)
- 17. Januar – Schlacht von Philippopel; Gurko vernichtet die osmanischen Kräfte und rückt bis vor die Tore von İstanbul vor (R)